# Boèr
Boèr (en francès Boé) és un municipi francès situat al departament d'Òlt i Garona i a la regió de la Nova Aquitània.

## Demografia
| 1962                                       | 1968  | 1975  | 1982  | 1990  | 1999  | 2007  |
| ------------------------------------------ | ----- | ----- | ----- | ----- | ----- | ----- |
| 2.158                                      | 2.633 | 3.231 | 3.960 | 4.021 | 4.503 | 5.278 |
| Des de 1962: població sense dobles comptes |       |       |       |       |       |       |

## Administració
| Període   | Identitat         | Partit |
| --------- | ----------------- | ------ |
| 1977-2001 | Guy Saint-Martin  | PS     |
| 2001-     | Christian Dézalos | PS     |

## Agermanaments
- Llívia
- Portacomaro